# 黑白遊龍
《黑白遊龍》（英語：White Men Can't Jump），1992年美國運動喜劇電影，羅恩·謝爾頓編劇及執導，由衛斯里·史奈普及伍迪·哈里森領銜主演。拍攝預算為3千萬美元，票房收益為9.08千萬美元，在1992年收益排行傍名列第16。
該片的影評相對正面，於1995年曾推出過相關的電子遊戲，並於2023年獲安排重拍。

## 外部連結
- 互联网电影数据库（IMDb）上《黑白遊龍》的资料（英文）
- 爛番茄上《黑白遊龍》的資料（英文）